# Saison 2016 de l'équipe cycliste Klein Constantia
La saison 2016 de l'équipe cycliste Klein Constantia est la quatrième de cette équipe.

## Préparation de la saison 2016

### Arrivées et départs
| Arrivées         | Équipe 2015                            |
| ---------------- | -------------------------------------- |
| Nuno Bico        | Rádio Popular-Boavista                 |
| Jonas Bokeloh    | SEG Racing                             |
| Rémi Cavagna     | Pro Immo Nicolas Roux                  |
| Enric Mas        | Specialized-Fundación Alberto Contador |
| Kenny Molly      | Specialized-Fundación Alberto Contador |
| Jhonatan Narváez |                                        |
| Hamish Schreurs  | Sojasun espoir-ACNC                    |
| František Sisr   | Dukla Praha                            |

| Départs         | Équipe 2016               |
| --------------- | ------------------------- |
| Erik Baška      | Tinkoff                   |
| Matēj Bechynē   |                           |
| Rayane Bouhanni | Cofidis                   |
| Jan Brockhoff   | Leopard                   |
| Álvaro Cuadros  |                           |
| Alexis Guérin   | GSC Blagnac Vélo Sport 31 |
| Jakub Novák     |                           |

## Coureurs et encadrement technique

### Effectif
| Cycliste                 | Date de naissance | Nationalité      | Équipe 2015                            |  |
| ------------------------ | ----------------- | ---------------- | -------------------------------------- |  |
| Nuno Bico                | 3 juillet 1994    | Portugal         | Rádio Popular-Boavista                 |  |
| Jonas Bokeloh            | 16 mars 1996      | Allemagne        | SEG Racing                             |  |
| Rémi Cavagna             | 10 août 1995      | France           | Pro Immo Nicolas Roux                  |  |
| Iván García              | 20 novembre 1995  | Espagne          | AWT-Greenway                           |  |
| Przemysław Kasperkiewicz | 1er mars 1994     | Pologne          | AWT-Greenway                           |  |
| Roman Lehký              | 30 juin 1996      | Tchéquie         | AWT-Greenway                           |  |
| Enric Mas                | 1er juillet 1995  | Espagne          | Specialized-Fundación Alberto Contador |  |
| Kenny Molly              | 24 décembre 1996  | Belgique         | Specialized-Fundación Alberto Contador |  |
| Jhonatan Narváez         | 4 mars 1997       | Équateur         |                                        |  |
| Maximilian Schachmann    | 9 janvier 1994    | Allemagne        | AWT-Greenway                           |  |
| Michal Schlegel          | 31 mai 1995       | Tchéquie         | AWT-Greenway                           |  |
| Hamish Schreurs          | 23 janvier 1994   | Nouvelle-Zélande | Sojasun espoir-ACNC                    |  |
| František Sisr           | 17 mars 1993      | Tchéquie         | Dukla Praha                            |  |

## Bilan de la saison

### Victoires

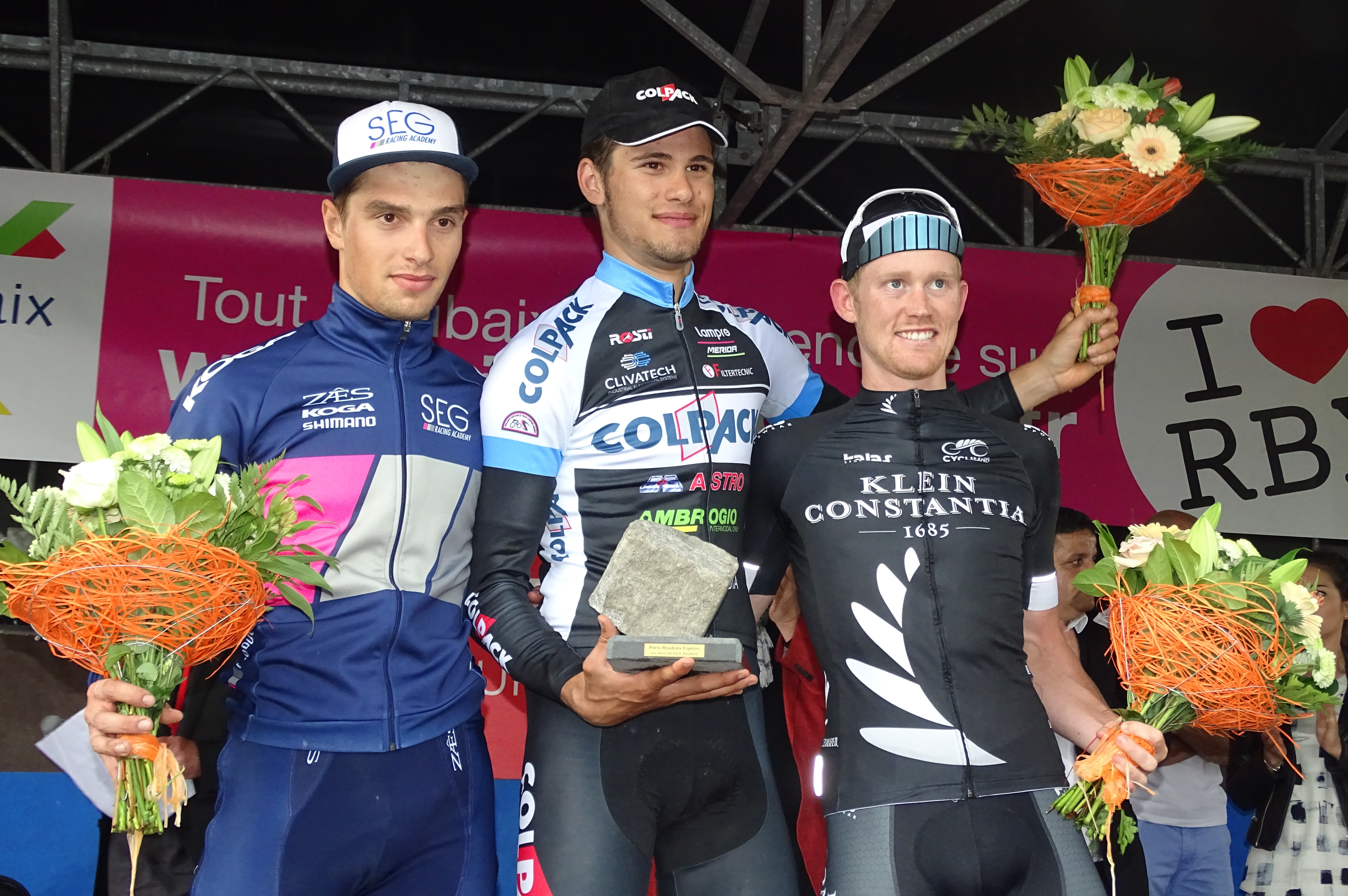
Podium de l'édition 2016 de Paris-Roubaix espoirs : Jenthe Biermans (2e), Filippo Ganna (1er) et Hamish Schreurs (3e).

| Date       | Course                                                           | Pays             | Classe | Vainqueur             |
| ---------- | ---------------------------------------------------------------- | ---------------- | ------ | --------------------- |
| 10/01/2016 | Championnat de Nouvelle-Zélande sur route espoirs                | Nouvelle-Zélande | CN     | Hamish Schreurs       |
| 02/03/2016 | Umag Trophy                                                      | Croatie          | 1.2    | Jonas Bokeloh         |
| 17/03/2016 | 2e étape du Tour de l'Alentejo                                   | Portugal         | 2.2    | Enric Mas             |
| 20/03/2016 | 5e étape du Tour de l'Alentejo                                   | Portugal         | 2.2    | Rémi Cavagna          |
| 20/03/2016 | Classement général du Tour de l'Alentejo                         | Portugal         | 2.2    | Enric Mas             |
| 08/04/2016 | 1re étape du Circuit des Ardennes international                  | France           | 2.2    | Rémi Cavagna          |
| 25/04/2016 | 1re étape du Tour de Bretagne                                    | France           | 2.2    | František Sisr        |
| 29/04/2016 | Prologue de la Carpathian Couriers Race                          | Hongrie          | 2.2U   | Hamish Schreurs       |
| 02/05/2016 | 3e étape de la Carpathian Couriers Race                          | Pologne          | 2.2U   | Hamish Schreurs       |
| 03/05/2016 | Classement général de la Carpathian Couriers Race                | Pologne          | 2.2U   | Hamish Schreurs       |
| 15/05/2016 | 3e étape du Tour de Berlin                                       | Allemagne        | 2.2U   | Rémi Cavagna          |
| 16/05/2016 | Classement général du Tour de Berlin                             | Allemagne        | 2.2U   | Rémi Cavagna          |
| 22/05/2016 | 3e étape de Paris-Arras Tour                                     | France           | 2.2    | Rémi Cavagna          |
| 19/06/2016 | Classement général du Tour de Savoie Mont-Blanc                  | France           | 2.2    | Enric Mas             |
| 23/06/2016 | Championnat de République tchèque du contre-la-montre espoirs    | Tchéquie         | CN     | Michal Schlegel       |
| 24/06/2016 | Championnat d'Allemagne du contre-la-montre espoirs              | Allemagne        | CN     | Maximilian Schachmann |
| 26/06/2016 | Championnat de République tchèque sur route espoirs              | Tchéquie         | CN     | Michal Schlegel       |
| 30/06/2016 | 3e étape de la Course de Solidarność et des champions olympiques | Pologne          | 2.2    | Rémi Cavagna          |
| 01/07/2016 | 4e étape de la Course de Solidarność et des champions olympiques | Pologne          | 2.2    | Iván García           |
| 15/07/2016 | 3e étape du Tour de la Vallée d'Aoste                            | Italie           | 2.2U   | Maximilian Schachmann |
| 30/07/2016 | 3e étape du Tour d'Alsace                                        | France           | 2.2    | Maximilian Schachmann |
| 31/07/2016 | Classement général du Tour d'Alsace                              | France           | 2.2    | Maximilian Schachmann |
| 18/08/2016 | Championnat de France du contre-la-montre espoirs                | France           | CN     | Rémi Cavagna          |
| 09/09/2016 | 1re étape du Tour de Bohême de l'Est                             | Tchéquie         | 2.2    | František Sisr        |